# (9502) Guyomard
(9502) Guyomard, désignation internationale (9502) Gaimar, est un astéroïde de la ceinture principale.

## Description
(9502) Guyomard est un astéroïde de la ceinture principale. Il fut découvert par Cornelis Johannes van Houten, Ingrid van Houten-Groeneveld et Tom Gehrels le 29 septembre 1973 à l'observatoire Palomar. Il présente une orbite caractérisée par un demi-grand axe de 2,33 UA, une excentricité de 0,19 et une inclinaison de 4,76° par rapport à l'écliptique.
Il fut nommé en hommage à Guyomard (Guiomar ou Guyamor), personnage de la légende arthurienne, chevalier de la Table ronde, un des amants de Morgane, la demi sœur du Roi Arthur.

## Compléments